# USS LST-943
O USS LST-943 foi um navio de guerra norte-americano da classe LST que operou durante a Segunda Guerra Mundial.